# 맨스필드 파크

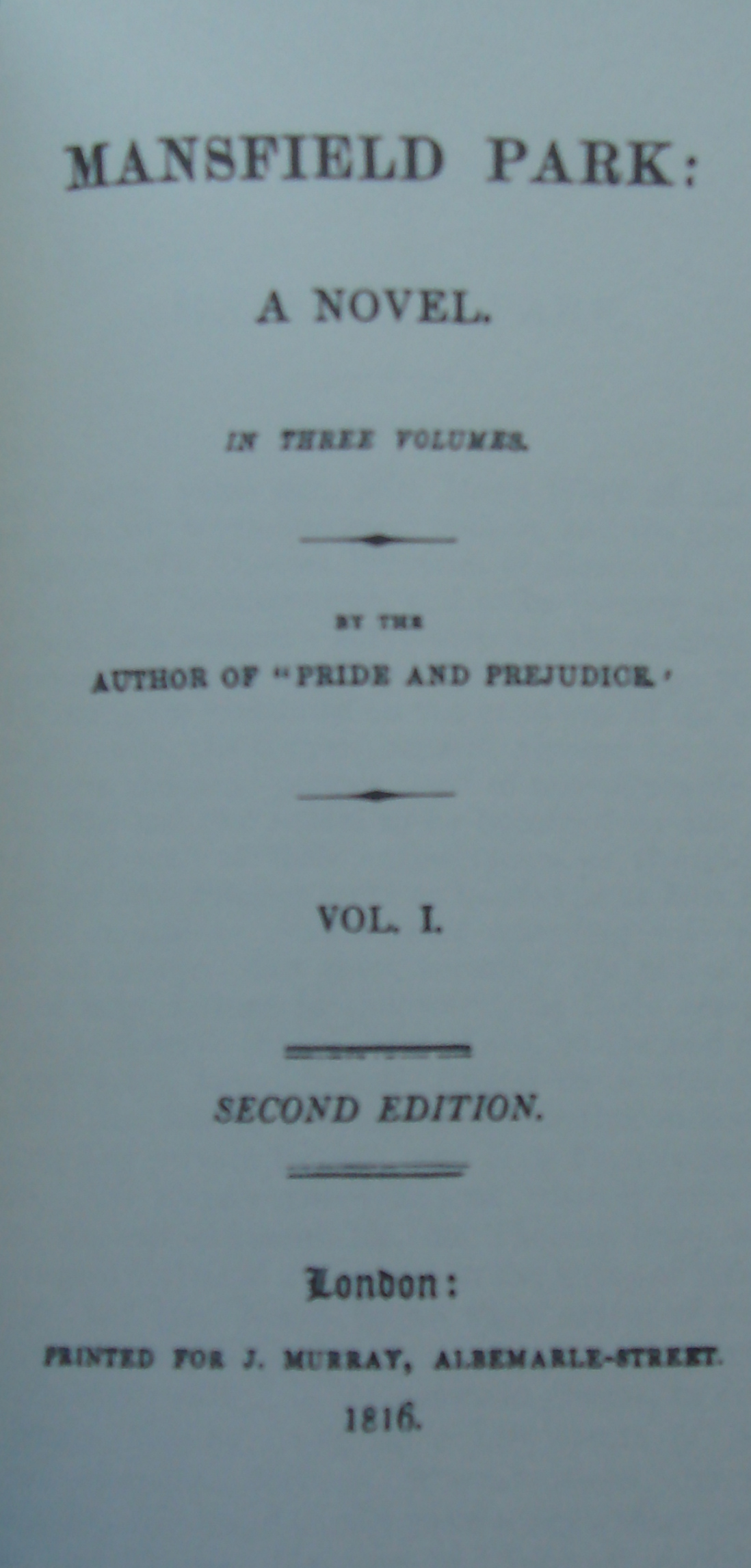

《맨스필드 파크》(Mansfield Park)는 제인 오스틴이 쓴 소설이다.

## 개요
오스틴의 소설들 가운데 작가가 무엇을 말하고자 하는지가 명확하지 않은 작품으로 가장 많은 논란을 일으켜왔다. 오스틴이 20대 초반에 쓴 ≪이성과 감성≫이나 ≪오만과 편견≫, ≪노생거 사원≫과는 달리 이 작품은 10년 이상의 공백이 있은 후 30대 후반에 완성됐고, 넓고 복잡한 사회적 관계를 다각적으로 바라보는 작가의 원숙한 시각을 반영하고 있다. ≪에마≫, ≪설득≫과 함께 후기 작품으로 분류되지만 이 소설은 한마디로 규정하기 어려운 복합적인 성격을 갖고 있다는 점에서 독특하다고 볼 수 있다.

## 영화화
- 《맨스필드 파크》 - 이언 맥도날드 감독의 텔레비전 드라마 (2007년)
- 《맨스필드 파크》 - 패트리샤 로제마 감독의 영화 (1999년)

## 서지정보
- 《맨스필드 파크》, 이미애 역, 지식을만드는지식, 2009년 발행 (ISBN 978-89-6228-397-6)